# Xinghu Taidi
Xinghu Taidi är en platå i Östantarktis. Australien gör anspråk på området.